# Dagneux
Dagneux je francouzská obec v departementu Ain v regionu Auvergne-Rhône-Alpes. V roce 2011 zde žilo 4 183 obyvatel.

## Sousední obce
Balan, La Boisse, Bressolles, Montluel, Niévroz, Pizay,

## Vývoj počtu obyvatel
Počet obyvatel 